# Mesechinus
Mesechinus är ett släkte i underfamiljen igelkottar med två arter som lever i centrala delar av Asien.
- Mesechinus dauuricus, lever i Mongoliet (Gobiöknen), i sydöstra Ryssland (Transbajkal) och i norra Kina (Inre Mongoliet och västra Manchuriet).
- M. hughi, förekommer i mindre områden av de kinesiska provinserna Shaanxi och Shanxi.

Året 2018 blev Mesechinus miodon godkänd som art (tidigare synonym till Mesechinus hughi) och dessutom blev med Mesechinus wangi en ny art beskriven.

## Beskrivning
Som alla arter i underfamiljen Erinaceinae kännetecknas dessa djur av taggar på ryggen. Den övriga pälsen varierar i färgen mellan vitaktig och brun. Vuxna individer har en kroppslängd mellan 20 och 27 centimeter och en vikt mellan 450 och 700 gram. Svansen är nästan 3 cm lång. Om arternas levnadssätt är inte mycket känt. Deras utbredningsområde utgörs av torra regioner som stäpper och öken. Som de flesta andra igelkottar letar de efter föda under natten medan de under dagen vilar i ett bo eller en hålighet.
Systematiken är fortfarande omstridd. Ibland räknas bägge arter till släktet Paraechinus och av flera andra zoologer, som i standardverket Mammal Species of the World, listas de i ett eget släkte.
IUCN listar båda arter som livskraftig (LC).